# Хьюон (река)
Хьюон (англ. Huon River) — река в южной части Тасмании (Австралия). Общая длина реки составляет 169 км — она является пятой по длине рекой Тасмании, вслед за реками Саут-Эск (или Южный Эск — South Esk River, 252 км), Деруэнт (Derwent River, 215 км), Артур (Arthur River, 189 км) и Гордон (Gordon River, 186 км).
Река была названа Брюни д’Антркасто (Bruni d’Entrecasteaux) во время экспедиции 1792 года в честь своего заместителя (англ. second-in-command) Хьюона (Юона) де Кермадека (Jean-Michel Huon de Kermadec).

## География

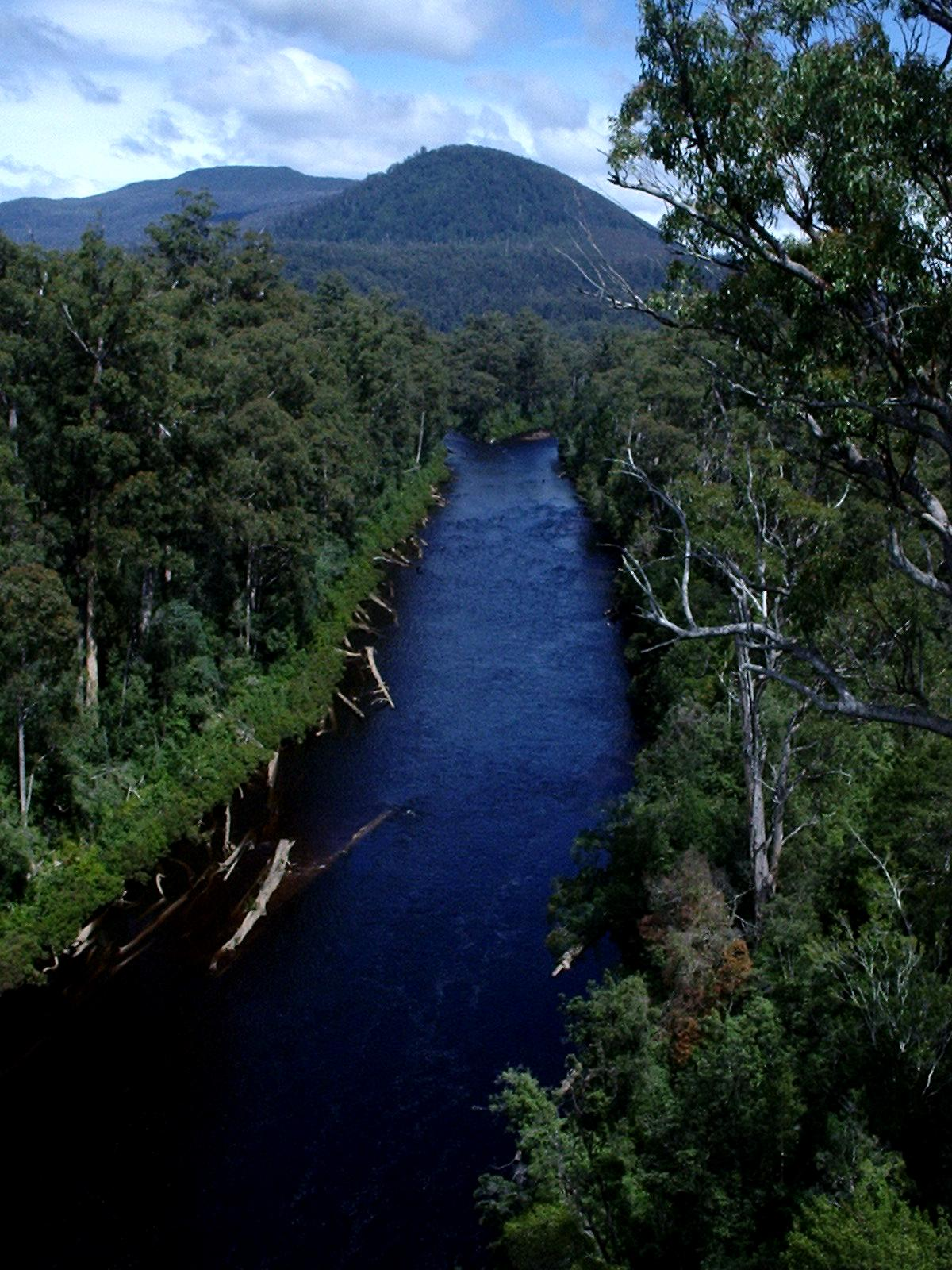
Река Хьюон в районе леса Тахун (Tahune forest)

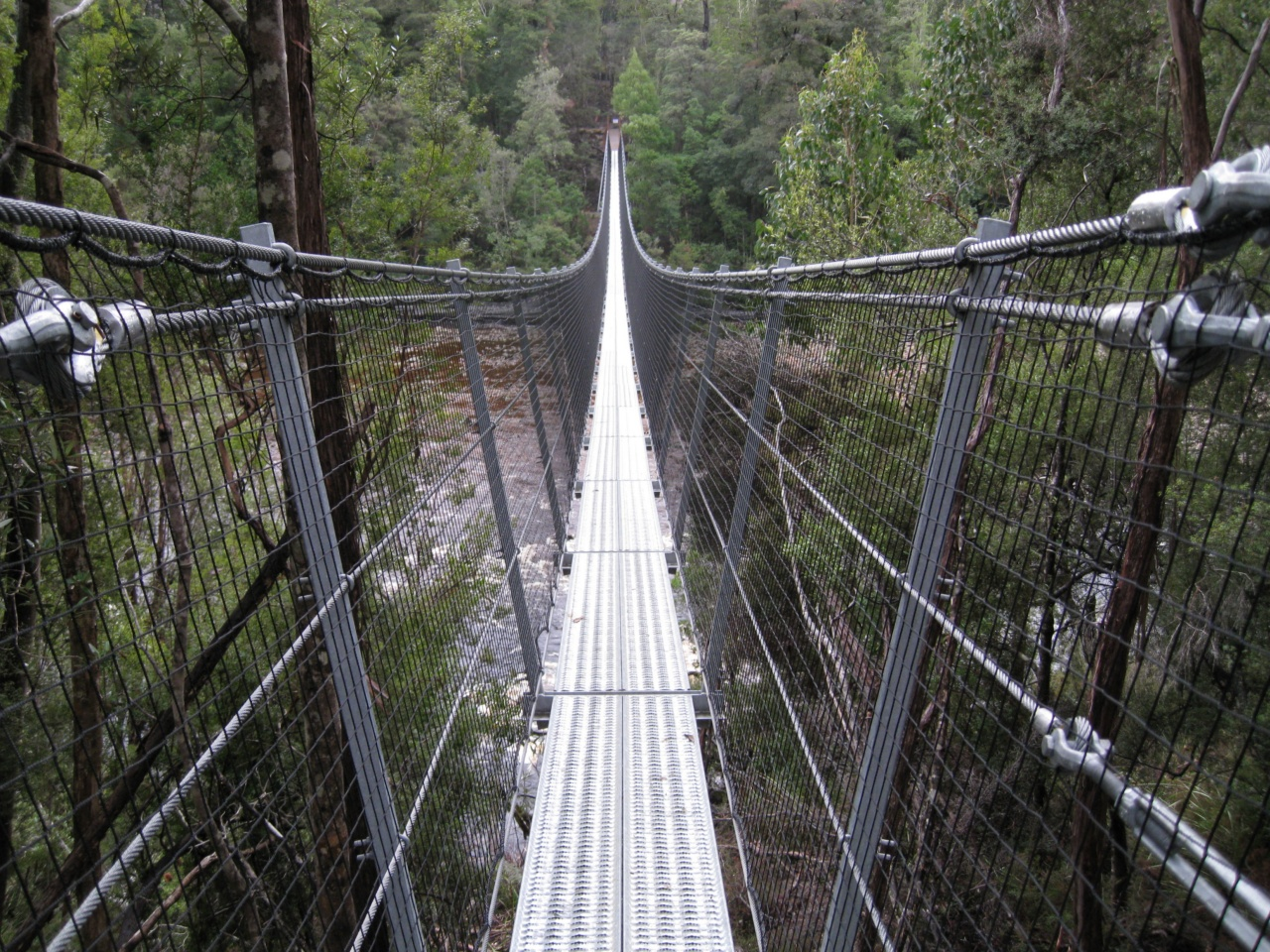
Подвесной мост через реку Хьюон

Нижняя часть реки Хьюон берёт своё начало от плотины Скотс-Пик (англ. Scotts Peak Dam) у южной оконечности озера Педдер (англ. Lake Pedder), находящегося в юго-западной части острова Тасмания, и течёт сначала на юг, а затем на восток. Она становится гораздо шире вскоре за Хьюонвиллем (Huonville), поворачивая на юго-восток и постепенно превращаясь в эстуарий, впадающий в пролив Д’Антркасто (D’Entrecasteaux Channel), соединяющийся с Тасмановым морем и находящийся недалеко от южной части острова Бруни. В нижней части ширина эстуария превышает 3 км.
Существует также небольшой отрезок верхнего течения реки Хьюон до впадения в озеро Педдер, длиною примерно 15 км, исток которого находится рядом с дорогой Скотс-Пик-Дам (англ. Scotts Peak Dam Road), недалеко от места, где она отходит от  дороги Гордон-Ривер (англ. Gordon River Road).
Основные притоки реки Хьюон — реки Уэлд (англ. Weld River) и Пиктон (англ. Picton River). Площадь бассейна реки Хьюон составляет 3041,9 км².
Примерно посередине между плотиной Скотс-Пик и Хьюонвиллем у реки Хьюон находится природный заказник «Лес Тахун» (Tahune Forest Reserve). Туда можно доехать на машине и походить по подвесным тропам Tahune Airwalk, в том числе через висячий мостик через реку Хьюон.

## Рыбная ловля
В реке водятся микижа (англ. rainbow trout), кумжа (англ. brown trout), сёмга (англ. atlantic salmon) и мраморный гадопс (англ. river blackfish, лат. Gadopsis marmoratus).